# Codul lui Da Vinci (film)
Codul lui Da Vinci (în engleză The Da Vinci Code) este o ecranizare a romanului omonim de Dan Brown, care a avut lansarea mondială pe 19 mai 2006, fiind regizat de Ron Howard.
Drepturile cinematografice pentru film au fost cumpărate pentru 6 milioane de dolari americani. Începerea filmărilor era programată pentru mai 2005, însă anumite întârzieri au făcut ca filmările să înceapă doar pe 30 iunie 2005.
Muzeul Luvru a permis utilizarea locațiilor sale pentru filmări, în timp ce Abația Westminster a refuzat să permită accesul camerelor de filmat pe amplasamentul său. Catedrala Lincoln a înlocuit Abația Westminster, primind 100.000 de lire sterline pentru drepturile de filmare. Filmările în Catedrala Lincoln au început în august 2005. În aceași perioadă au început și filmările în Temple Church din Londra.
Hans Zimmer a compus coloana sonoră originală a filmului.

## Reacții

### Premiera de la Cannes
Premiera peliculei la Festivalul de la Cannes a avut parte de o reacție rezervată din partea celor peste 2.000 de spectatori și critici de film care au vizionat filmul. Scena în care personajul jucat de Tom Hanks îi dezvăluie agentei de poliție, interpretată de către Audrey Tautou, că ea este urmașa lui Iisus Cristos, a stârnit hohote de râs în sală. La final, în loc de aplauze, filmul a primit doar fluierături.

### Vatican
La o conferință desfășurată pe 28 aprilie 2006, secretarul Congregației pentru Doctrina Credinței, o congregație a Vaticanului, arhiepiscopul Angelo Amato, a cerut boicotul versiunii cinematografice a Codului lui Da Vinci; el a declarat că filmul este „plin de calomnii, ofense și greșeli istorice și teologice”.
Cardinalul Francis Arinze, Prefect al Congregației pentru Cultul Divin și Disciplina Sacramentelor de la Vatican, a cerut întreprinderea unor măsuri penale împotriva producătorilor acestui film.
„Aceia ce Îl blasfemiază pe Cristos și scapă exploatând predispoziția creștină de a-i ierta și de a-i iubi chiar și pe cei care ne insultă. În alte religii, insultarea fondatorului ar atrage de la sine mai mult decât vorbe din partea credincioșilor. Aceștia și-ar impune punctul de vedere dureros de clar”, a declarat Arinze în cadrul unui documentar, intitulat „The Da Vinci Code: A Masterful Deception” (Codul lui Da Vinci: O Decepție Despotică).

### Moldova

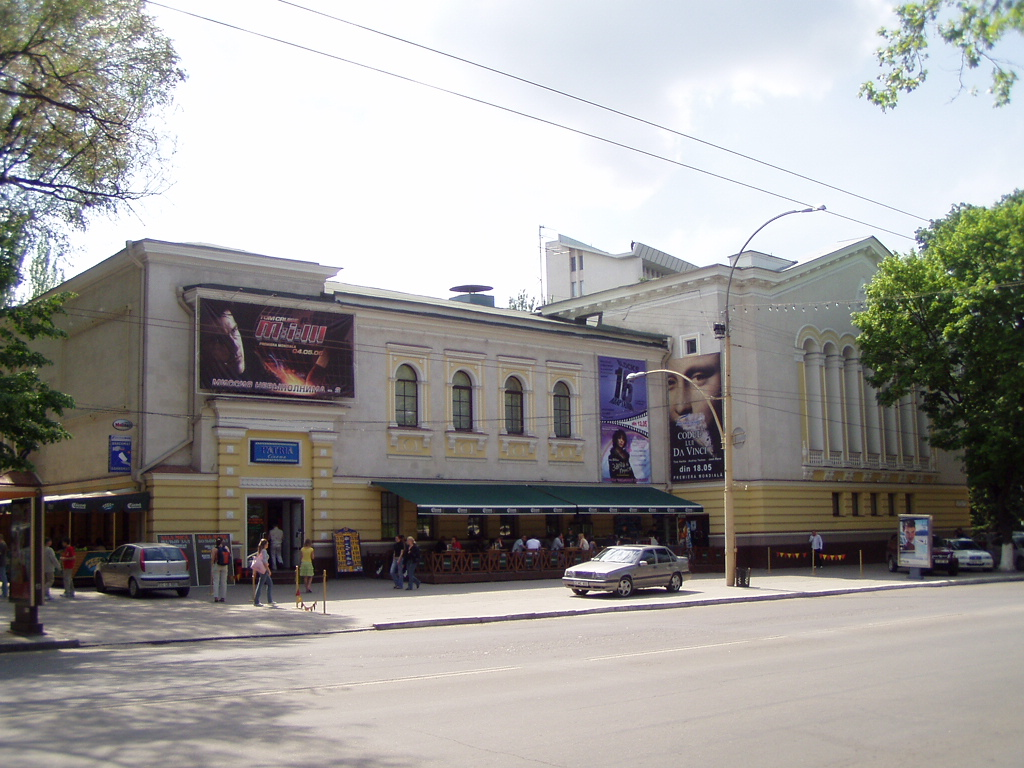
Cinematograful Patria-Centru cu afișul pentru Codul lui Da Vinci

Mitropolia Chișinăului și a Întregii Moldove, subordonată canonic Patriarhului Moscovei, a făcut un apel către credincioși să boicoteze filmul „Codul lui Da Vinci”, pe care l-a calificat drept instigare la ură față de creștinii ortodocși.
Într-un comunicat de presă difuzat pe 16 mai 2006, Mitropolia Basarabiei le recomanda enoriașilor săi să manifeste rezerve și discernământ față de film, menționând faptul că preoții din această mitropolie, în predicile lor, vor atenționa enoriașii despre mesajul dăunător și necreștin al filmului. Mitropolia Basarabiei este subordonată direct Patriarhiei Române.
Filmul a avut premiera în Republica Moldova pe 18 mai în rusă și pe 19 mai în română.
Totodată Benone Farcaș, vicar general al Episcopiei Catolice de Chișinău, a comunicat pentru agenția Basa-Press că romanul este bazat pe legende și fabule și în acest fel lovește în valoarea creștinismului: „Biserica Catolică și cea Ortodoxă din Republica Moldova nu vor fi în stare să anuleze difuzarea acestui film, pe motiv că producătorii filmului și agenții economici urmăresc câștiguri bănești considerabile. Creștinii singuri trebuie să decidă dacă doresc ca prin prezența lor să contribuie financiar la o asemenea blasfemie”.

### NOAH
Organizația Națională pentru Albinism și Hipopigmentație (NOAH) a Statelor Unite și-a exprimat îngrijorarea față de personajul Silas, care ar da un nume prost albinoșilor. Se pare că producătorii filmului au decis să păstreze înfățișarea lui Silas în ciuda acestor preocupări.

## Distribuție
- Tom Hanks — Robert Langdon
- Ian McKellen — Sir Leigh Teabing
- Alfred Molina — Episcopul Aringarosa
- Jean Reno — Bezu Fache
- Audrey Tautou — Sophie Neveu
- Jean-Pierre Marielle — Jacques Saunière
- Paul Bettany — Silas
- Jean-Yves Berteloot— Remy
- Jürgen Prochnow— Vernet
- Etienne Chicot — Membru al Opus Dei
- Seth Gabel— Cleric

## Coloana sonoră
Coloana sonoră oficială a fost lansată pe 9 mai 2006. Muzica filmului a fost compusă de Hans Zimmer, a cărui muncă a rezultat în nominalizarea la Premiile Golden Globe 2007 pentru cel mai bun disc original.
Piesele incluse pe disc sunt:
1. "Dies Mercurii I Martius" (6:03)
2. "L'Esprit des Gabriel" (2:48)
3. "The Paschal Spiral" (2:49)
4. "Fructus Gravis" (2:50)
5. "Quodis Arcana" (6:07)
6. "Malleus Maleficarum" (2:19)
7. "Salvete Virgines" (3:14)
8. "Daniel's 9th Cipher" (9:31)
9. "Poisoned Chalice" (6:19)
10. "The Citrine Cross" (5:22)
11. "Rose of Arimathea" (8:12)
12. "Beneath Alrischa" (4:23)
13. "Chevaliers de Sangreal" (4:07)
14. "Kyrie for the Magdalene" (scris de Richard Harvey) (3:55)

Albumul a primit multe critici pozitive.